# シオミドロ
シオミドロ（潮塗、学名：Ectocarpus siliculosus）は、褐藻綱シオミドロ科シオミドロ属の海藻の1種。褐藻類のモデル生物として知られ、2010年には全ゲノムの塩基配列が解読された。

## 概要
黄褐色の糸状の海藻。潮間帯の中部から漸深帯にかけて生育しており、岩や他の海藻の上に固着している。また船体に付着して、船体汚損(en)を引き起こすこともある。
藻体は細長く、枝分かれする。藻体の長さは、最大で約60cmにもなる。葉緑体の形はリボン状になる。生長した個体は、単子嚢、複子嚢という二つの生殖器官を持ち、有性生殖を行う。

## 類似種
シオミドロに近縁なタワラガタシオミドロ属 Hincksia の各種とは、形態的に非常に類似しており、肉眼での観察では分類できない。そのため、正確な同定に当たっては、顕微鏡による観察が不可欠となる。